# Fernand Sardou
Fernand Sardou (Avignone, 18 settembre 1910 – Tolone, 31 gennaio 1976) è stato un attore, cantante e comico francese.

## Biografia
Figlio dell'attore Valentin Sardou e della cantante Félix Mayol, dopo aver svolto diversi mestieri e dopo la morte della madre decide di intraprendere la carriera artistica seguendo le orme dei suoi genitori.
Trascorsa l'infanzia e la giovinezza in Marocco, dove si era trasferita la sua famiglia in cerca di fortuna, Fernard Sardou ritorna a Parigi dove, nel 1945, sposa l'attrice Jackie Rollins che dopo il matrimonio adotterà il cognome del marito facendosi chiamare Jackie Sardou.
Nel 1946 Sardou esordisce come cantante al teatro Alhambra di Parigi e l'anno successivo nasce il suo primo figlio, Michel Sardou; dal quel momento la popolarità di Sardou in qualità di cantante incomincia a diffondersi in buona parte della Francia, soprattutto nella parte meridionale.
Nel 1955 Sardou riscuote un certo successo lavorando assieme al collega Tino Rossi, tale successo spinge l'attore a mettere in risalto le sue caratteristiche di intrattenitore aprendo un proprio cabaret il Chez Fernad Sardou nel settembre del 1960 su una rinomata strada di Parigi, la rue Lepic; è il figlio Michel a inaugurare il locale del padre, dove si esibirà in spettacoli comici, canori e recitativi insieme a entrambi i genitori.
Al cinema Fernad Sardou aveva incominciato a recitare già dalla seconda metà degli anni trenta, ma la sua carriera di attore è proseguita con una certa continuità solo in contemporaneità di quella canora avvenuta nel 1946; è apparso anche in una co-produzione italo-francese, nel film I tartassati in cui interpreta il ruolo di Ernesto Topponi, recitando assieme a Totò, Aldo Fabrizi e Louis de Funès, per quel film Fernad Sardou venne doppiato in italiano da Paolo Ferrara.
Fernard Sardou era anche il nonno dello scrittore Romain Sardou e dell'attore e comico Davy Sardou, entrambi figli di Michel Sardou; le sue spoglie furono tumulate al cimitero di Neuilly-sur-Seine, dove nel 1998 gli furono collocate anche quelle della moglie Jackie. Nel 2006 le salme di Fernard Sardou e quella di sua moglie Jackie sono state trasferite al cimitero di Cannes, il Grand Jas.

## Filmografia

### Cinema
- Le moulin dans le soleil, regia di Marc Didier (1938)
- Grand-père, regia di Robert Péguy (1939)
- Bifur 3, regia di Maurice Cam (1945)
- Les cadets de l'océan, regia di Jean Dréville (1945)
- Maschera di sangue, regia di Raymond Lamy (1947)
- Le voleur se porte bien, regia di Jean Loubignac (1948)
- Si ça peut faire plaisir, regia di Jacques Daniel-Norman (1948)
- Solo Dio può giudicare, regia di Richard Pottier (1950)
- Port d'orient, regia di Jacques Daroy (1950)
- Coeur-sur-Mer, regia di Jacques Daniel-Norman (1950)
- Ragazzo selvaggio, regia di Jean Delannoy (1951)
- La domenica non si spara, regia di Henri Verneuil (1951)
- Io, mia moglie e la vacca (Ma femme, ma vache et moi), regia di Jean-Devaivre (1952)
- Il frutto proibito, regia di Henri Verneuil (1952)
- Manon alle sorgenti, regia di Marcel Pagnol (1952)
- L'appel du destin, regia di Georges Lacombe (1953)
- Me li mangio vivi!, regia di Henri Verneuil (1953)
- Labbra proibite, regia di Jean-Pierre Melville (1953)
- La route Napoléon, regia di Jean Delannoy (1953)
- Virgile, regia di Carlo Rim (1953)
- Escalier de service, regia di Carlo Rim (1954)
- Les lettres de mon moulin, regia di Marcel Pagnol (1954)
- Sur le banc, regia di Robert Vernay (1954)
- Mia moglie non si tocca, regia di Gilles Grangier (1955)
- Rififi, regia di Jules Dassin (1955)
- M'sieur la Caille, regia di André Pergament (1955)
- Quatre jours à Paris, regia di André Berthomieu (1955)
- Margherita della notte, regia di Claude Autant-Lara (1955)
- Mémories d'un flic, regia di Pierre Foucaud e André Hunebelle (1956)
- Le terreur des dames, regia di Jean Boyer (1956)
- Élisa, regia di Roger Richebé (1957)
- Ques les hommes sont bêtes, regia di Roger Richebé (1957)
- À la Jamaïque, regia di André Berthomiueu (1957)
- L'irresistible Catherine, regia di André Pergament (1957)
- Le spie, regia di Henri-Georges Clouzot (1957)
- Filous et compagnie, regia di Tony Saytor (1957)
- Una parigina, regia di Michel Boisrond (1957)
- Scacco alla morte, regia di Gilles Grangier (1958)
- La notte degli sciacalli, regia di Guy Lefranc (1958)
- Una strana domenica, regia di Marc Allégret (1958)
- Suivez-moi jeunne homme, regia di Guy Lefranc (1958)
- Brigade des moeurs, regia di Maurice Boutel (1959)
- I tartassati, regia di Steno (1959)
- Picnic alla francese, regia di Jean Renoir (1959)
- Business, regia di Maurice Boutel (1960)
- Bouche cousue, regia di Jean Boyer (1960)
- Donne senza paradiso - La storia di San Michele (Axel Munthe - Der Arzt von San Michele), regia di Giorgio Capitani e Rudolf Jugert (1962)
- Il baro, regia di Christian Marquand (1963)
- Cadavres en vacances, regia di Jacqueline Audry (1963)
- Da dove vieni cow boy?, regia di Noël Howard (1963)
- La bande à Bobo, regia di Tony Saytor (1963)
- Les durs à cuire ou Comment supprimer son prochain sans perdre l'appétit, regia di Jacques Pinoteau (1964)
- Una ragazza a Saint-Tropez, regia di Jean Girault (1964)
- L'or du duc, regia di Jacques Baratier (1965)
- Dis-moi qui tuer, regia di Étienne Périer (1965)
- L'ardoise, regia di Claude Bernard-Aubert (1970)
- Aggrappato ad un albero, in bilico su un precipizio a strapiombo sul mare, regia di Serge Kober (1971)
- Le soldat Laforêt, regia di Guy Cavagnac (1972)
- Perché mammà ti manda solo?, regia di Richard Balducci (1972)
- Na!, regia di Jacques Martin (1973)
- Dédé la tendesse, regia di Jean-Louis van Belle (1974)
- Les Grands moyens, regia di Hubert Cornfield (1976) (postumo)

### Televisione
- Les cinq dernières minutes, regia di Claude Loursais (1960) (Serie TV), 1ª stagione, episodio 15
- Vol dans les plummes, regia di Claude Vernik (1962) (Cortometraggio)
- Le train bleu s'arrête 13 fois, regia di Michel Drach (1966) (Serie TV), 1ª stagione, episodio 5
- L'homme aux cheveux gris, regia di Max Leclerc (1967) (Film TV)
- Le curé de Cucugnan, regia di Marcel Pagnol (1968) (Film TV)
- Maurin des maures, regia di Claude Daugues (1970) (Serie TV) (un episodio)
- Il teatrino di Jean Renoir, regia di Jean Renoir (1970) (Film TV)
- La rêvée de Vincent Scotto, regia di Jean-Christophe Averty (1973) (Film TV)
- Un curé de choc, regia di Philippe Arnal (1974) (Serie TV), 1ª stagione, episodio 1
- Adieu Amédée, regia di Jean-Paul Carrère (1975) (Film TV)